# Дєдина Рієка
45°18′ пн. ш. 17°56′ сх. д. / 45.30° пн. ш. 17.94° сх. д.
Дєдина Рієка (хорв. Djedina Rijeka) — населений пункт у Хорватії, у Пожезько-Славонській жупанії у складі громади Чаглин.

## Населення
Населення за даними перепису 2011 року становило 129 осіб.
Динаміка чисельності населення поселення:

## Клімат
Середня річна температура становить 10,60 °C, середня максимальна – 24,72 °C, а середня мінімальна – -5,88 °C. Середня річна кількість опадів – 808 мм.
| Клімат поселення                              | Клімат поселення | Клімат поселення | Клімат поселення | Клімат поселення | Клімат поселення | Клімат поселення | Клімат поселення | Клімат поселення | Клімат поселення | Клімат поселення | Клімат поселення | Клімат поселення | Клімат поселення |
| Показник                                      | Січ.             | Лют.             | Бер.             | Квіт.            | Трав.            | Черв.            | Лип.             | Серп.            | Вер.             | Жовт.            | Лист.            | Груд.            |                  |
| Середній максимум, °C                         | 6,44             | 7,95             | 12,32            | 16,77            | 21,71            | 24,72            | 24,14            | 23,71            | 19,70            | 14,44            | 8,87             | 4,81             |                  |
| Середня температура, °C                       | 0,28             | 1,80             | 6,15             | 10,61            | 15,55            | 18,58            | 20,58            | 20,16            | 16,13            | 10,89            | 5,29             | 1,26             |                  |
| Середній мінімум, °C                          | −5,88            | −4,36            | −0,02            | 4,45             | 9,38             | 12,41            | 17,03            | 16,60            | 12,58            | 7,33             | 1,73             | −2,32            |                  |
| Норма опадів, мм                              | 50               | 50               | 49               | 62               | 74               | 103              | 73               | 69               | 59               | 72               | 81               | 66               |                  |
| Середньомісячна швидкість вітру, м/с          | 2.04             | 2.30             | 2.56             | 2.50             | 2.22             | 2.02             | 2.01             | 1.85             | 1.87             | 1.95             | 2.04             | 2.11             |                  |
| Середньомісячна сонячна радіація, кДж/м²·день | 4338             | 7063             | 10913            | 15193            | 19144            | 21032            | 22029            | 20193            | 14874            | 9273             | 4928             | 3669             |                  |
| --------------------------------------------- | ---------------- | ---------------- | ---------------- | ---------------- | ---------------- | ---------------- | ---------------- | ---------------- | ---------------- | ---------------- | ---------------- | ---------------- | ---------------- |
| Джерело:                                      |                  |                  |                  |                  |                  |                  |                  |                  |                  |                  |                  |                  |                  |